# Ilha do Boi (Vitória)
Ilha do Boi é uma ilha-bairro, localizada em uma área nobre capital de Vitória no Espírito Santo, a ilha possui esse nome pelo fato de ter sido residência de bois que chegavam na ilha de Vitória no período colonial.
Na década de 70 a ilha foi ligada à ilha de Vitória através do aterro executado por várias partes da ilha de Vitória, deixando de ser uma ilha geograficamente, ficando apenas pelo nome.

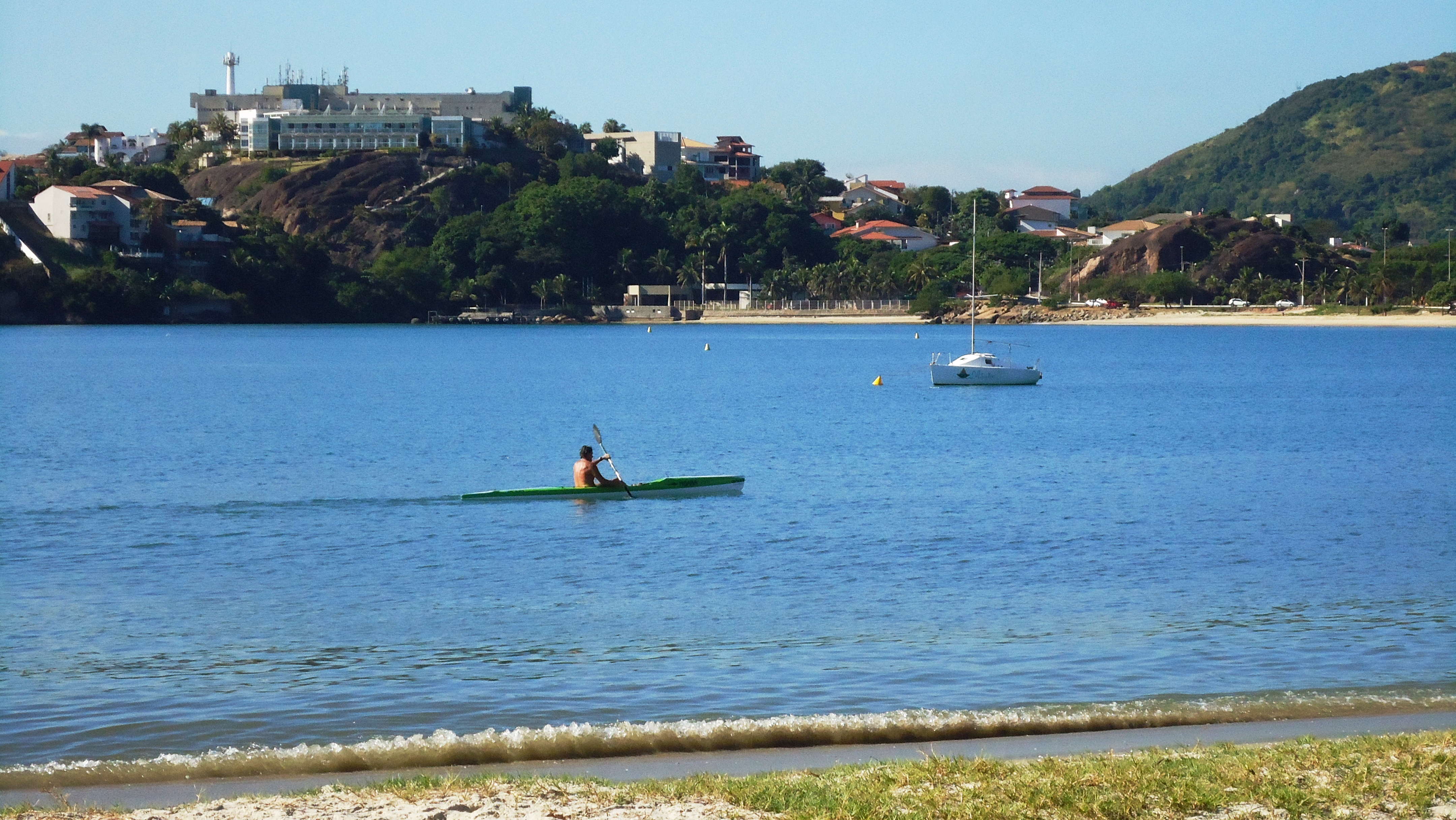
Hotel Senac, Ilha do Boi

O bairro também possui duas pequenas praias muito frequentadas, a praia da direita e a praia da esquerda. A ilha também é um ponto de pesquisa da vida marinha por pesquisadores, tanto que em maio de 2018 a prefeitura de Vitória criou um decreto para novas regras de exploração da ilha.